# Декстър: Възкресение
„Декстър: Възкресение“ (на английски: Dexter: Resurrection) е американски криминален сериал и продължение на „Декстър: Нова кръв“. Майкъл Хол отново изпълнява ролята на Декстър Морган, а останалите главни роли се изпълняват от Ума Търман, Джак Aлкот, Дейвид Зейъс, Нтаре Муине, Кадиа Сараф, Доминик Фумуса, Емилия Суарес, Джеймс Ремар и Питър Динклидж. Премиерата му е на 11 юли 2025 г.

## Сюжет
Няколко седмици след събитията в „Декстър: Нова кръв“ Декстър Морган като по чудо е оцелял след фатална огнестрелна рана и издирва Харисън в Ню Йорк, докато капитан Ейнджъл Батиста е плътно по петите и на двамата.

## Епизоди
| Номер | Заглавие                       | Първо излъчване в САЩ |
| ----- | ------------------------------ | --------------------- |
| 1     | A Beating Heart                | 11 юли 2025 г.        |
| 2     | Camera Shy                     | 11 юли 2025 г.        |
| 3     | Backseat Driver                | 18 юли 2025 г.        |
| 4     | Call Me Red                    | 25 юли 2025 г.        |
| 5     | Murder Horny                   | 1 август 2025 г.      |
| 6     | Cats and Mouse                 | 8 август 2025 г.      |
| 7     | Course Correction              | 15 август 2025 г.     |
| 8     | The Kill Room Where It Happens | 22 август 2025 г.     |
| 9     | Touched by an Ángel            | 29 август 2025 г.     |
| 10    | And Justice For All...         | 5 септември 2025 г.   |

## Заснемане
Снимките започват на 9 януари 2025 г. в Ню Йорк. Маркос Сиега режисира епизоди 1 – 2, 5 – 6 и 9 – 10, а Моника Реймънд режисира епизоди 3 – 4 и 7 – 8.